# Río Indigirka
El río Indiguirka (en ruso: Индиги́рка) es un largo río siberiano, localizado en el Extremo Oriente de Rusia. Tiene una longitud de 1726 km y una amplia cuenca de 360 000 km², la 9.ª mayor de las cuencas primarias de Rusia y la 19.ª de todas las rusas.
Administrativamente, el río discurre íntegramente por la república de Sajá de la Federación de Rusia.

## Geografía
El río Indiguirka nace en la vertiente septentrional de los montes Suntar-Jayatá, que constituyen una prolongación de la cordillera Verjoyansk, casi en la frontera oriental entre Saja y el óblast de Magadán. Surge de la unión de varios afluentes, siendo los más importantes el río Chastach y el río Taryn-Jurjach. Corre inicialmente en dirección noroeste, para cruzar la meseta de Oymyakón, donde baña la ciudad homónima de Oimiakón (famosa por ser el lugar habitado más frío del planeta). Después de unos pocos cientos de kilómetros, baña la ciudad más grande de su curso, Ust-Nera, que se encuentra en la confluencia del uno de sus afluentes, el río Nera (331 km). En esta ciudad un puente atraviesa el río.
Llega luego a las montañas Cherski, que franquea transversalmente por una profunda entalladura, un largo, estrecho y sinuoso valle. En este tramo recibe por la derecha al río Moma (406 km) y aguas abajo, al poco, está la localidad y puerto de Khonuu, el punto en que el río comienza a ser navegable hasta la desembocadura. El río sigue hacia el norte, cruzando el círculo polar ártico para, a continuación, pasar las montañas de Moma. Entra en las llanuras de Siberia Oriental (región conocida como las llanuras del Jana y del Indiguirka, por el nombre de los principales ríos) y baña las localidades de Krest-Major y Druzhina, en un tramo en el que recibe, por la izquierda, dos de sus más importantes afluentes, el río Selennjach (796 km) y el río Ujandina (586 km y 177.000 km² de cuenca). El río entra ya en su parte final, discurriendo siempre hacia el norte, bañando el asentamiento de Čokurdach para, a unos 100 km antes de la desembocadura, dividirse en dos ramales: el Prot, por la izquierda y el Russko Ustinskaya, por la derecha. Forma en un gran delta, que abarca unos 5.500 km², a través del que desagua en el mar de Siberia Oriental, en la bahía de Kolymá. En una de las bocas del delta está la localidad de Tabor.
El nivel de poblamiento es muy bajo, aunque en el curso alto es similar al de algunos otros ríos siberianos: además de las ya mencionadas Ust-Nera, Khonuu, Druzhina, Čokurdach y Tabor, otros centros con un mínimo de relieve son Bélaya Gorá y Chokurdakh (2.591 hab. en 2002).
La cuenca tiene importantes recursos minerales, como yacimientos de oro. También se desarrolla la actividad pesquera, especialmente en zonas cercanas a la boca, con la captura de especies como el coregono blanco, el muksum, el salmón blanco, el ómul y la farra, entre otros.

### Afluentes principales
El río Indiguirka tiene muchos afluentes, siendo los más importantes, en dirección aguas arriba —entreparéntesis, se recogen los kilómetros desde la confluencia a la boca—, los siguientes:
- río Bereleh (Бёрёлёх) o Byoryolyokh, por la izquierda (km 112), con una longitud de 754 km y una cuenca de 17.000 km²;
- río Allaicha (Аллаиха), por la izquierda  (km 200), con una longitud de 563 km y una cuenca de 12.400 km²;
- río Bolshaya Ercha (Большая Эрча), por la derecha (km 344), con una longitud de 252 km y una cuenca de 4290 km²;
- río Bolshaya Ercha (Шангина), por la derecha (km 420), con una longitud de 344 km y una cuenca de 5750 km²;
- río Ujandina (Уяндина), por la izquierda (km 599), con una longitud de 586 km y una cuenca de 41.000 km². Su principal afluente es el río Chatyngnach, con 440 km y una cuenca de 10000 km²
- río Badyarikha (Бадяриха), por la derecha  (km 610), con una longitud de 545 km y una cuenca de 12200 km²;
- río Druzhina (Селеннях), por la izquierda (km 679), con una longitud de 199 km y una cuenca de 1360 km²;
- río Selennjach (Селеннях), por la izquierda (km 755), con una longitud de 796 km y una cuenca de 30.800 km²;
- río Kyllach (Кыллах), por la izquierda (km 818), con una longitud de 423 km y una cuenca de 5080 km²;
- río Moma (Мома), por la derecha (km 1086), con una longitud de 406 km y una cuenca de 30.200 km²;
- río Chibagalakh (Мома), por la izquierda  (km 1184), con una longitud de 140 km y una cuenca de 9100 km²;
- río Taskan (Таскан), por la izquierda  (km 1242), con una longitud de 232 km y una cuenca de 11200 km²;
- río Nera (Rusia)-Delyankir (Нера), por la derecha (km 1404), con una longitud de 196 km (331 incluido el Delyankir) y una cuenca de 24500 km²;
- río Elgi (Эльги), por la izquierda  (km 1493), con una longitud de 394 km y una cuenca de 68.200 km²;
- río Kuydusun (Куйдусун), por la izquierda (km 1666), con una longitud de 247 km y una cuenca de 20.400 km²;
- río Kyuente (Кюэнте), por la izquierda, con una longitud de 247 km y una cuenca de 43.800 km²;
- río Buor-Jurjach (Тарын-Юрях) o Taryn-Yuryakh, por la derecha (km 1726),con una longitud de 63 km;
- Khastakh (Chastach) o Tuora-Yuryakh  (Хастах) por la izquierda (km 1726), con una longitud de 251  km y una cuenca de 10500 km²;

### Todos los afluentes
Los sitios se enumeran en orden de boca a fuente.
- 99 kilómetros: Homut
- 112 kilómetros: Börölöch
- 119 kilómetros: Kocherovo
- 127 kilómetros: Kuogostaakh
- 150 kilómetros: Davyrkin
- 158 km: Taas-Yureh
- 165 km: río sin nombre
- 174 km: Sakhartymai
- 184 kilómetros: río Ulakhan-Kyuyol-Sene
- 200 kilómetros: Allaiha
- 264 kilómetros: Ulakhan-Bokuya
- 282 kilómetros: río sin nombre
- 302 kilómetros: Guskovaya
- 310 kilómetros: Okaurgin
- 312 kilómetros: Taidakh
- 321 kilómetros: río sin nombre
- 335 kilómetros: río sin nombre
- 344 kilómetros: Kurung-Yuryuye
- 354 kilómetros: Bolshaya Ercha
- 359 kilómetros: Sala-Yuryuge
- 367 kilómetros: río sin nombre
- 372 kilómetros: río sin nombre
- 382 kilómetros: río sin nombre
- 394 kilómetros: río sin nombre
- 395 kilómetros: río sin nombre
- 398 kilómetros: río sin nombre
- 420 kilómetros: Shangina
- 425 kilómetros: Urunjar
- 444 kilómetros: Kurung-Yureh
- 455 kilómetros: río sin nombre
- 460 kilómetros: río sin nombre
- 472 kilómetros: río sin nombre
- 484 kilómetros: Könkyüs
- 494 kilómetros: río sin nombre
- 498 kilómetros: Kiyardaah
- 515 kilómetros: río sin nombre
- 527 kilómetros: Tirehteh
- 560 kilómetros: río sin nombre
- 564 kilómetros: río sin nombre
- 570 kilómetros: río sin nombre
- 578 kilómetros: Suturuoha
- 599 kilómetros: río sin nombre
- 599 kilómetros: Uyandina
- 604 kilómetros: Tokkoaku
- 610 kilómetros: Badiarikha
- 615 kilómetros: río sin nombre
- 615 kilómetros: Buor-Yuryakh
- 615 kilómetros: Ot-Yuryakh
- 679 kilómetros: Druzhina
- 687 km: río sin nombre
- 707 km: río sin nombre
- 710 km: río sin nombre
- 710 km: río sin nombre
- 751 km: Bor-Yuryakh
- 755 km: Selennyakh
- 775 kilómetros: Nogotu
- 780 kilómetros: Kebergene
- 791 kilómetros: río sin nombre
- 817 kilómetros: Yunkur
- 818 kilómetros: Kyllakh
- 853 kilómetros: río sin nombre
- 860 kilómetros: Taas-Kuturugun-Yuryaga
- 866 kilómetros: Ustruktah-Yuryuete
- 868 kilómetros: Achchygyi-Buor-Yuryakh
- 870 kilómetros: río sin nombre
- 878 kilómetros: Buor-Yuryakh
- 886 km: Krasnaya
- 889 kilómetros: Uchugei
- 893 kilómetros: Samanduran
- 898 kilómetros: Talbykchan
- 903 kilómetros: Ulakhan-Kuobakhan
- 904 kilómetros: río sin nombre
- 908 kilómetros: Myakya
- 915 kilómetros: Cerrado
- 918 kilómetros: Banik
- 919 kilómetros: río sin nombre
- 920 kilómetros: Beryozovka
- 928 kilómetros: Kolyadin
- 930 kilómetros: Kieng-Yurekh
- 970 kilómetros: Sary-Kyllakh
- 972 kilómetros: Tuguren
- 981 kilómetros: Chubukalakh
- 982 kilómetros: Pechatnaya
- 988 kilómetros: Jehateha
- 989 kilómetros: Koimegor
- 990 kilómetros: Ireleh
- 1.001 kilómetros: Tikhon
- 1.002 kilómetros: Syuryuktyakh
- 1.018 kilómetros: Arga-Eselyakh
- 1.020 kilómetros: Böröh
- 1.020 kilómetros: Muostakh
- 1.026 kilómetros: Luktakh
- 1.028 kilómetros: Onkuchah
- 1.040 kilómetros: Onkuchah-Yuryue
- 1.042 kilómetros: Ulakhan-Kynyraidakh
- 1.043 kilómetros: Tuora-Tumusakh
- 1.057 kilómetros: Ilin-Eselyakh
- 1062 kilómetros: Kos-Yureh
- 1064 kilómetros: Baatagai-Yuryakh
- 1.069 kilómetros: Arga-Yuryakh
- 1075 kilómetros: Oyukhordakh
- 1076 kilómetros: Arga-Tirekhtyakh
- 1078 kilómetros: Tiergen-Uriye
- 1.086 kilómetros: Moma
- 1120 kilómetros: río sin nombre
- 1123 kilómetros: Buor-Yuryakh
- 1125 kilómetros: río sin nombre
- 1131 kilómetros: Tikhon-Yuryakh
- 1132 km: Tirekhtyakh
- 1140 km: Tyllakh
- 1144 km: Jaganai
- 1148 kilómetros: Ustruktah
- 1163 kilómetros: Uchcha
- 1165 kilómetros: Khatynnakh
- 1168 kilómetros: Yarga-Yuryakh
- 1173 kilómetros: Sogo-Khaya-Yuryuethe
- 1181 kilómetros: Sary-Kyllakh
- 1184 kilómetros: Chibagalakh
- 1188 kilómetros: Bygyialakh
- 1194 kilómetros: Küellach-Mustach
- 1201 kilómetros: Ogonneur
- 1207 kilómetros: Sigiktyakh
- 1212 kilómetros: Ytabyt-Yuryakh
- 1228 kilómetros: Moljogoydoh
- 1230 kilómetros: Sigiktyakh
- 1242 kilómetros: Taskan
- 1248 kilómetros: Ochogos
- 1249 kilómetros: Arga-Yuryakh
- 1251 kilómetros: Tonnobut
- 1261 kilómetros: Siegey-Yuryakh
- 1266 kilómetros: Ystan-Yuryakh
- 1273 kilómetros: Khatys-Yuryakh
- 1281 kilómetros: Kömüs-Yuryüe
- 1.287 kilómetros: Yechenka
- 1288 kilómetros: Inyali
- 1.289 kilómetros: Chuchunkur
- 1305 kilómetros: Arga Moi
- 1307 kilómetros: Khatynnakh
- 1321 kilómetros: Arga-Khatynnakh
- 1325 kilómetros: Bergennyakh
- 1325 kilómetros: Bytyktakh
- 1336 kilómetros: Pequeño Kuobah Bagh
- 1339 kilómetros: Kuobah Bagh
- 1346 kilómetros: Sarylakh
- 1351 kilómetros: Olchan
- 1356 kilómetros: Machakas
- 1360 kilómetros: Tiryahtyah
- 1369 kilómetros: Yuchugei-Yuryakh
- 1385 kilómetros: Khara-Yuryakh
- 1389 kilómetros: Hayargastakh
- 1395 kilómetros: río sin nombre
- 1404 kilómetros: Nera
- 1406 km: Ambar-Yuryuete
- 1414 km: Kutur
- 1418 kilómetros: Yt-Yuryakh
- 1420 kilómetros: Suptulakh
- 1427 kilómetros: Ebir-Khaya-Yuryakh
- 1432 km: Naryn-Yuryakh
- 1446 kilómetros: Larba-Yurye
- 1447 kilómetros: Sarylakh
- 1448 kilómetros: Gran Künkyugür
- 1450 kilómetros: Nelkan
- 1457 kilómetros: Taryn
- 1460 kilómetros: Sarylakh
- 1472 kilómetros: Tas-Yuryakh
- 1476 kilómetros: Chiya
- 1482 kilómetros: Kinyas-Yuryakh
- 1493 kilómetros: Elgi
- 1494 kilómetros: Kurun-Yuryue
- 1503 kilómetros: Priyut
- 1509 kilómetros: río sin nombre
- 1511 kilómetros: Egelakh
- 1521 kilómetros: Tyellakh
- 1522 kilómetros: Kengney
- 1539 kilómetros: Tyi-Yuryakh
- 1546 kilómetros: Sarylakh
- 1554 kilómetros: Tarynnakh
- 1556 kilómetros: Beppey
- 1559 kilómetros: Talalakh
- 1564 kilómetros: Ot-Yuryakh
- 1573 kilómetros: Kyuentya
- 1573 kilómetros: Khara-Yuryakh
- 1588 kilómetros: Kurun-Yuryakh
- 1600 kilómetros: Turakh-Yurakh
- 1.600 kilómetros: Ulakhan-Chagachannakh
- 1606 kilómetros: Achchigyi-Chagachannakh
- 1621 kilómetros: Saarba-Yuryakh
- 1622 kilómetros: Bolotny
- 1626 kilómetros: río sin nombre
- 1627 kilómetros: río sin nombre
- 1645 kilómetros: río sin nombre
- 1648 kilómetros: río sin nombre
- 1650 kilómetros: río sin nombre
- 1654 kilómetros: Kuydusun
- 1659 kilómetros: río sin nombre
- 1666 kilómetros: Chubukalakh
- 1667 kilómetros: Buruolabyt
- 1677 kilómetros: Baryllyelakh
- 1679 km: río sin nombre
- 1687 km: Malaya Begel-Khaya
- 1688 km: río sin nombre
- 1694 km: Begel-Khaya
- 1700 km: Khatynnakh
- 1704 km: río sin nombre
- 1715 km: Kara-Khaya
- 1725 km: Taryn-Yuryuete
- 1726 km: Taryn-Yuryakh
- 1726 km: Khastakh

## Desembocadura
El Indigirka forma un gran delta, formado por una serie de arroyos (cada uno etiquetado en los mapas rusos como foto ka (distribuidor)) e islas. Unos 100 kilómetros (62,1 mi) antes de llegar al mar de Siberia Oriental (70°48′45″N 148°54′58″E / 70.8126, 148.9162), el río se divide en dos grandes distribuidores que fluyen hacia el noreste. El brazo izquierdo (el más occidental) se denomina Russko-Ustyinskaya Protoka; el derecho, Srednyaya Protoka (en ruso, brazo del medio). Más abajo, el tercer brazo principal, el Kolymskaya Protoka, se separa del Srednyaya Protoka como su distribuidor derecho (oriental), justificando así el apelativo «medio» del Srednyaya Protoka.
Mientras que Srednyaya Protoka significa brazo medio, los nombres de los principales brazos occidental y oriental indican también su ubicación relativa. El Kolymskaya Protoka, o Kolymskoye Ustye es el brazo situado en el lado oriental, es decir, el «lado Kolyma» del delta (el brazo más cercano al Kolymá, vecino oriental del Indigirka). El Russko-Ustyinskaya Protoka, aparentemente conocido antes simplemente como Russkoye Ustye  es el brazo situado en el lado occidental, es decir, el «lado ruso» del delta (es decir, el lado más cercano a la Rusia (europea)). En la actualidad, el nombre de la Russko-Ustyinskaya Protoka aparece como si se formara a partir del nombre de la antigua aldea rusa Russkoye Ustye situada allí, pero es probable que originalmente ocurriera lo contrario, la aldea lleva el nombre del brazo del río (el Russkoye Ustye) en el que estaba situada.

### Islas del delta del Indiguirka
En la zona del delta, frente a las bocas de los diferentes ramales, se encuentran varias islas planas (de este a oeste):
- isla Usun-Ary se encuentra longitudinalmente a lo largo de la costa este de la boca Srednyaya. Tiene 12 km de largo y 2,7 km de ancho (71°23′13″N 151°15′18″E / 71.387, 151.255).
- isla Uparovskiy se encuentra completamente separada 11 km de la costa, frente a la boca del Srednyaya. Tiene 2 km de largo y 1 km de ancho (71°34′55″N 151°11′46″E / 71.582, 151.196);
- isla Ploskiy, es la más alejada de la costa de un grupo de islas en la boca del Srédnyaya. Tiene forma de C y unos 3 km de largo. (71°28′48″N 150°53′24″E / 71.480, 150.890);
- isla Bolshoy Fedorovskiy se encuentra entre las dos bocas del Indiguirka. Tiene 6 km de largo y una anchura máxima de 4 km (71°31′59″N 150°30′36″E / 71.533, 150.510);
- islas Vkodnoy y Oleniy, situadas a la derecha en el Prot, en la boca de Russko Ust'inskaya. Ambas son de similar tamaño, de unos 4 km de longitud (71°32′46″N 150°15′58″E / 71.546, 150.266);
- isla Krestovyy, se encuentra aislada, al sur de la península Lopatka, a 10 km de la costa al NW de la boca principal del Indiguirka. Tiene 6 km de largo y 1,6 km de ancho (71°26′49″N 149°45′58″E / 71.447, 149.766).

### Paisaje
El río Indiguirka atraviesa una región dominada por la taiga, que es reemplazada por una tundra boscosa y después por la tundra al acercarse a la costa. En la región poblada más fría del mundo, el bajo contenido de agua en el suelo y la presencia de permafrost no permite el crecimiento de grandes plantas: es el reino de musgos, líquenes, helechos y arbustos.

## Navegación
El río Indiguirka es navegable 1.154 km río arriba desde la boca, aproximadamente hasta la confluencia con el río Moma, después de la cual hay una zona de peligrosos rápidos. Es un tramo en el que navegan grandes embarcaciones, siendo los principales puertos Khonuu, Druzhina, Chokurdakh y Tabor, casi en la costa. En las proximidades de Ust-Nera el río es navegable pero solo navegan pequeñas embarcaciones.

## Varios
El río Indiguirka ha sido descendido 2 veces en kayak por un equipo dirigido por A. Gluschkow. En los rápidos de las montañas Cherski, los miembros de las tripulaciones de 2 canoas se ahogaron en la década de 1930. 
El río dio su nombre a una ensalada de pescados congelados.

## Historia
El aislado pueblo de Rúskoye Ustie, localizado cerca del delta del río Indiguirka, es conocido por la singular cultura tradicional de los colonos rusos cuyos antepasados llegaron allí hace varios siglos. Algunos historiadores han especulado que Russkoye Ustye fue colonizado por los pomors a principios del siglo XVII.
En 1638, el explorador Ivan Rebrov llegó al Indigirka. En 1636-1642, Elisei Buza fue pionero en la ruta terrestre hacia el sistema del río Indigirka. Aproximadamente al mismo tiempo, Poznik Ivanov remontó un afluente del bajo Lena, cruzó la cordillera Verkhoyansk hasta el alto río Yana y luego cruzó la cordillera Chersky hasta el Indigirka. En 1642, Mikhail Stadukhin llegó al Indigirka por tierra desde el Lena.
Zashiversk en el Indigirka fue un importante puesto colonial durante los primeros días de la colonización rusa. Posteriormente fue abandonado en el siglo XIX. Otros asentamientos históricos, ahora abandonados hace mucho tiempo, fueron Podshiversk y Uyandinskoye Zimov'ye.
En 1892-1894, en nombre de la Academia de Ciencias de Rusia, el barón Eduard Toll llevó a cabo los estudios geológicos en la cuenca del río Indiguirka (entre otros ríos del Lejano Oriente de Siberia, como el río Yana y el río Kolymá). Durante un año y dos días, la expedición cubrió 25.000 km, de los que 4.200 fueron en ríos, llevando a cabo los estudios geodésicos. Debido a las dificultades de la expedición y a su ardua labor, la Academia Rusa de Ciencias otorgó a Eduard Toll la Gran Medalla de Plata de N.M. Przewalski.

## Hidrología
El clima de la zona es tan extremo que el río está congelado la mayor parte del año, desde octubre hasta mayo-junio. Se encuentran en su cuenca algunas de las localidades más frías de la Tierra, en primer lugar la aldea de Oimiakón. Debido a las condiciones meteorológicas, los niveles más altos de caudal se observan en verano, cuando estos valores suben en promedio hasta 11.500 m³/s. 
| Caudal medio mensual del Indiguirka en la estación hidrológica de Vorontsovo (69°57′N 147°53′E / 69.950, 147.883) (Cuenca: 305 000 km²- Datos calculados para el período 1981-1993) (en m³/s) |
| |